# پانی-لا-ویل
پانی-لا-ویل (به فرانسوی: Pagny-la-Ville) یک کمون در فرانسه با جمعیت ۴۲۲ نفر است که در Canton of Seurre واقع شده‌است.